# Ablerus baeusoides
Ablerus baeusoides är en stekelart som beskrevs av Girault 1915. Ablerus baeusoides ingår i släktet Ablerus och familjen växtlussteklar. Inga underarter finns listade i Catalogue of Life.